# Алексеевское (озеро, Витебская область)
Алексе́евское (бел. Аляксе́еўскае) — озеро в Городокском районе Витебской области Белоруссии. Относится к бассейну реки Овсянка, протекающей через озеро.

## Описание
Озеро Алексеевское располагается в 46 км к северо-востоку от города Городок. Рядом находятся деревня Алексеево и участок границы с Россией. Высота водного зеркала над уровнем моря — 149,4 м.
Площадь поверхности озера составляет 0,15 км². Длина — 1 км, наибольшая ширина — 0,2 км. Длина береговой линии — 1,91 км.
Котловина вытянута с севера на юг. Склоны котловины и прилежащая территория распаханы. Берега низкие, песчаные, поросшие кустарником, на юге болотистые.
Южную часть водоёма пересекает нижнее течение реки Овсянка. Выше по её течению находится озеро Ведринское.
В озере обитают окунь, плотва, лещ, щука, линь и другие виды рыб.